# بيزو مارومو
بيزو مارومو (بالإنجليزية: Pizzo Marumo)‏ هو أحد جبال سلسلة جبال الألب ليبونتيني ويقع في كانتون تيسينو في سويسرا. يحتل المرتبة رقم 272 في قائمة جبال سويسرا من حيث الارتفاع، إذ يبلغ ارتفاعه حوالي 2790 متر، بينما يبلغ ارتفاع نتوء الجبل 435 متر.